# Liste der Biografien/Gorb
Liste der Biografien |
Portal Biografien |
Personensuche
# |
A |
B |
C |
D |
E |
F |
G |
H |
I |
J |
K |
L |
M |
N |
O |
P |
Q |
R |
S |
T |
U |
V |
W |
X |
Y |
Z |
?
 
Ga |
Gb |
Gc |
Gd |
Ge |
Gf |
Gh |
Gi |
Gj |
Gk |
Gl |
Gm |
Gn |
Go |
Gp |
Gq |
Gr |
Gs |
Gu |
Gv |
Gw |
Gy |
Gz
 
Goa |
Gob |
Goc |
God |
Goe |
Gof |
Gog |
Goh |
Goi |
Goj |
Gok |
Gol |
Gom |
Gon |
Goo |
Gop |
Gor |
Gos |
Got |
Gou |
Gov |
Gow |
Goy |
Goz
 
Gora |
Gorb |
Gorc |
Gord |
Gore |
Gorf |
Gorg |
Gorh |
Gori |
Gorj |
Gork |
Gorl |
Gorm |
Gorn |
Goro |
Gorp |
Gorr |
Gors |
Gort |
Goru |
Gorv |
Gory |
Gorz
Die Liste der Biografien führt alle Personen auf, die in der deutschsprachigen Wikipedia einen Artikel haben. Dieses ist eine Teilliste mit 42 Einträgen von Personen, deren Namen mit den Buchstaben „Gorb“ beginnt.

## Gorb
- Gorb, Arwen (* 2002), deutsche Handballspielerin
- Gorb, Stanislav (* 1965), ukrainischer Biologe, Zoologe und Hochschullehrer

### Gorba
- Gorbach, Alfons (1898–1972), österreichischer Politiker (ÖVP), Abgeordneter zum Nationalrat und Bundeskanzler
- Gorbach, Andreas (* 1975), deutscher Ingenieur und Bereichsvorstand
- Gorbach, Hubert (* 1956), österreichischer Politiker (FPÖ), Landtagsabgeordneter und Bundesminister für Verkehr, Innovation und Technologie
- Gorbach, Josef (1889–1977), österreichischer Theologe, Priester, Publizist und Gründer von behelfsmäßigen Notkirchen in Österreich und Palästina
- Gorbach, Rudolf Paulus (* 1939), deutscher Typograf, Hochschullehrer und Fachautor
- Gorban, Boris Alexandrowitsch (* 1978), russischer Leichtathlet
- Gorbanewskaja, Natalja Jewgenjewna (1936–2013), russisch-polnische Dichterin
- Gorbatikow, Alexander Walerjewitsch (* 1982), russischer Handballspieler
- Gorbatko, Wiktor Wassiljewitsch (1934–2017), sowjetischer Kosmonaut
- Gorbatov, Konstantin (1876–1945), russischer Maler
- Gorbatow, Alexander Wassiljewitsch (1891–1973), sowjetischer Armeegeneral
- Gorbatow, Boris Leontjewitsch (1908–1954), sowjetischer Schriftsteller
- Gorbatowski, Konstanty (1914–1984), polnischer Maler
- Gorbatschewski, Iwan Iwanowitsch (1800–1869), russischer Dekabrist
- Gorbatschow, Leo Leontowitsch, Betreiber einer Destillerie
- Gorbatschow, Michail Sergejewitsch (1931–2022), sowjetischer Politiker, Generalsekretär des ZK der KPdSU, Präsident der Sowjetunion (1985–1991)Michail Sergejewitsch Gorbatschow (1931–2022)

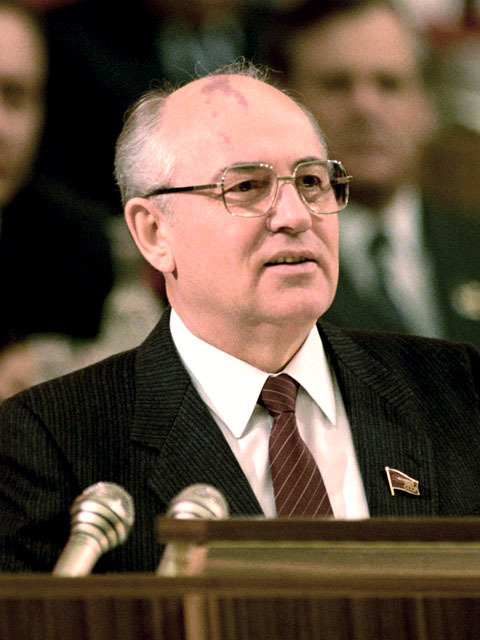
Michail Sergejewitsch Gorbatschow (1931–2022)

- Gorbatschow, Timofei Fjodorowitsch (1900–1973), russischer Bergbauingenieur und Hochschullehrer
- Gorbatschowa, Natalja Iwanowna (* 1947), sowjetische Diskuswerferin
- Gorbatschowa, Raissa Maximowna (1932–1999), russische Soziologin, Ehefrau von Michail Gorbatschow
- Gorbauch, Horst (* 1948), deutscher Religionspädagoge und Sachbuchautor

### Gorbe
- Gorbenko, Anastasia (* 2003), israelische Schwimmerin
- Gorbey, James Henry (1920–1977), US-amerikanischer Jurist und Politiker

### Gorbi
- Görbicz, Anita (* 1983), ungarische Handballspielerin und -trainerin
- Görbing, Johannes (1877–1946), deutscher Apotheker, Bodenkundler und Agrikulturphysiologe

### Gorbo
- Gorbok, Sergei Walerjewitsch (* 1982), belarussischer und russischer Handballspieler und -trainer
- Gorbow, Alexander Iwanowitsch (1859–1939), russisch-sowjetischer Chemiker und Hochschullehrer

### Gorbu
- Gorbunovs, Anatolijs (* 1942), lettischer Politiker, Mitglied der Saeima
- Gorbunow, Anton (* 1949), deutscher Langstreckenläufer
- Gorbunow, Dmitri Alexandrowitsch (* 1977), russischer Dartspieler
- Gorbunow, Igor Wladimirowitsch (* 1994), russischer Fußballspieler
- Gorbunow, Iwan Fjodorowitsch (1831–1896), russischer Schriftsteller und Bühnenschauspieler
- Gorbunow, Kirill Antonowitsch (1822–1893), russischer Porträtmaler und Lithograf
- Gorbunow, Nikolai Petrowitsch (1892–1938), sowjetischer Politiker
- Gorbunow, Sergei Petrowitsch (1902–1933), russischer Luftfahrtingenieur
- Gorbunow, Wladimir Petrowitsch (1903–1945), russischer Luftfahrtingenieur
- Gorbunow, Wladimir Wladimirowitsch (* 1982), russischer Eishockeyspieler
- Gorbunowa, Julija Germanowna (* 1968), sowjetisch-russische Chemikerin und Hochschullehrerin
- Gorbunowa, Natalja Grigorjewna (1927–2000), sowjetisch-russische Prähistorikerin
- Gorbunowa, Tatjana Igorewna (* 1990), russische Turnerin und Olympiasiegerin
- Gorbunowa-Kablukowa, Minna Karlowna (1840–1931), russisch-sowjetische Wirtschaftspädagogin